# Liga de Mayapán
Con el nombre de Liga de Mayapán (que significa Bandera o pendón de los mayas) se designa una legendaria alianza de estados mayas del período posclásico mesoamericano. Esta alianza es mencionada por varias crónicas mayas que fueron escritas en los tiempos de la época virreinal novohispana.
Según estas crónicas, la Liga de Mayapán habría surgido de un acuerdo de paz entre los estados mayas centrados en Uxmal, Chichén Itzá y Mayapán. Actualmente, algunos autores consideran esta versión de la historia precolombina una leyenda, ya que los estudios arqueológicos demuestran que durante el tiempo que Mayapán dominó política y económicamente el norte de la Península de Yucatán, tanto Uxmal como Chichén Itzá habían sido abandonadas. Se cree que el mito fue ideado por los líderes de Mayapán para vincular su historia y su prestigio al de las otras grandes ciudades mayas de la zona.

## Antecedentes
En la península de Yucatán se registraron inmigraciones de diferentes culturas durante diferentes períodos, y se crearon diferentes grupos o tribus, las más importantes que conformaron la Liga de Mayapán son:

### Los Itzáes

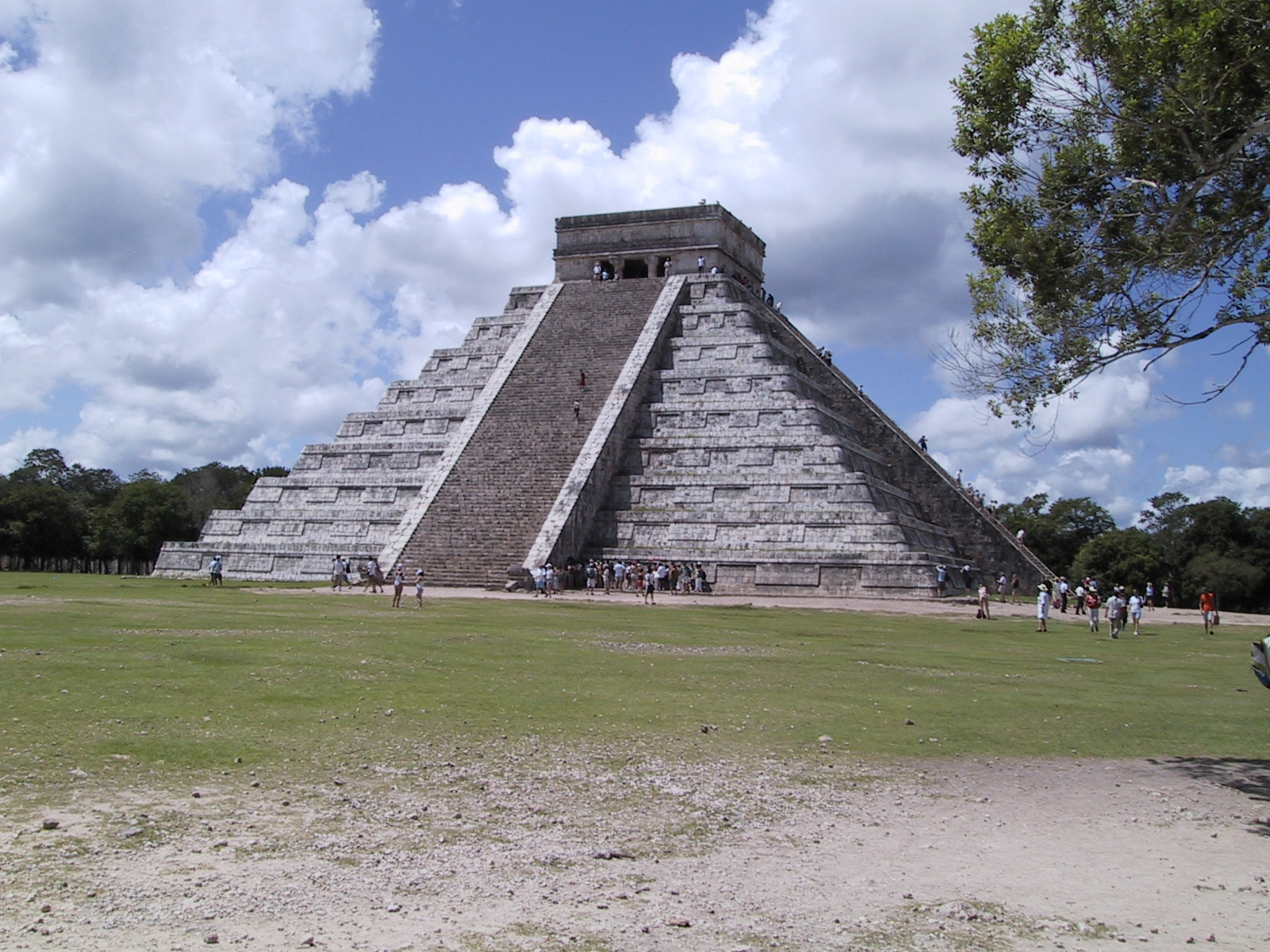
Chichén Itzá.

A los itzaes se les conoce como los “sabios iniciados” o “brujos de agua”. De acuerdo al Chilam Balam de Chumayel, los itzaes comenzaron a llegar a la Península de Yucatán de Petén de los alrededores de la cuenca del Usumacinta, hacia el año 325 d. C., entrando por Bacalar y subiendo después al norte y occidente, vivieron en Chichén Itzá del 550 al 692 d. C., pero por razones políticas, económicas y culturales abandonaron el lugar y peregrinaron a Chakán Putum, donde habitaron más de doscientos años hasta el año 928.
De acuerdo a los manuscritos de Maní, los itzáes dominaron doscientos sesenta años y después regresaron a reconocer otra vez Chichén Itzá.

### Los Tutul Xiúes

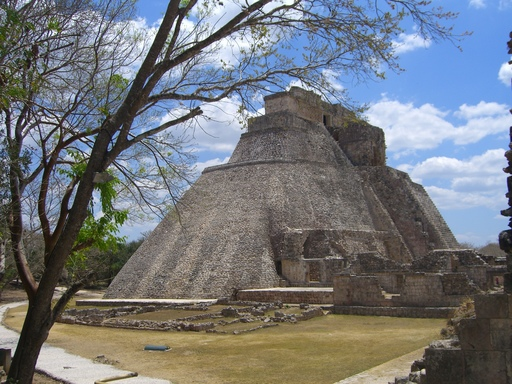
Uxmal.

A los tutul xiúes se les conoce como “los que rebosan virtud”. Se cree que fue Ah Suytok Tutul Xiu (también se le conoce por su apodo o coco kaba “Hun Uitzil Chaac” o “la única montaña de Chac”), quien fundó la ciudad de Uxmal en el siglo VII, sin embargo en el año 869, procedente de Nonohualco, llegó Ah Mekat Tutul Xiu, quien fue el jefe de los tutul xiúes, poco a poco obligó a los itzáes a replegarse a la selva y abandonar Chakán Putum en el año 948 d. C. y otras ciudades, los tutul xiúes se establecieron principalmente en Uxmal. En la actualidad aún se discute el lugar preciso de Nonohual, existen tres teorías la primera es Petén, la segunda de Potonchán, Tabasco y la tercera de Tula.

### Los Cocomes
A los cocomes se les conoce como “los del linaje de la paloma torcaz”. Obligados los itzáes a retirarse de Chakán Putum, peregrinaron durante cuarenta años en la selva, tiempo al que se le llama peregrinación de Xulucmul, “vivían bajo los árboles, bajo la ceniza y bajo la miseria" regresaron nuevamente a Chichén Itzá, pero otros de los Itzáes se separaron y fundaron Mayapán, a estos últimos desde entonces se les conoció como los “Cocomes”.

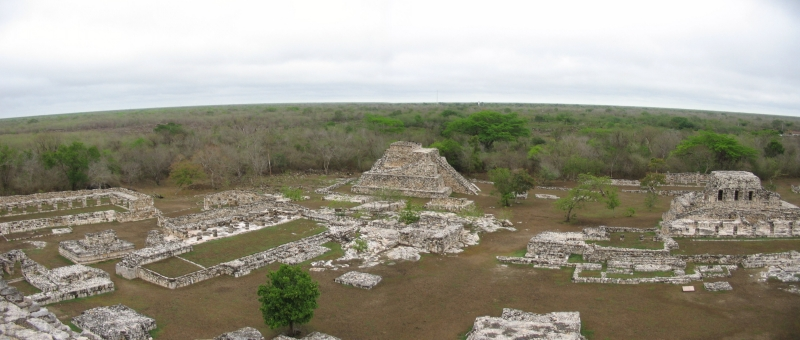
Mayapán.

## Influencia tolteca en el área maya
Desde finales del siglo X hasta principios del siglo XII, llegaron procedentes de la zona del altiplano un importante número de inmigrantes toltecas, los cuales venían huyendo del hambre y la violencia que afectaban al decadente estado centrado en Tollan. Estos inmigrantes trajeron consigo el culto a Quetzalcóatl, o Kukulkán como se le conoció en tierras mayas, así como las enseñanzas del legendario rey-sacerdote de Tollan, Ce Ácatl Topiltzin Quetzalcóatl.
Se ha dicho que el propio Ce Ácatl Topiltzin visitó estas tierras durante su legendario viaje al exilio en Tlapallan e incluso que llegó a conducir peregrinos, e incluso tropas, hacia Yucatán, como llegaron a afirmar en su día Désiré Charnay y Herbert Joseph Spinden. Esta narrativa sobre una migración o conquista tolteca liderada por Quetzalcoatl en Yucatán puede rastrearse incluso hasta la célebre Relación de las cosas de Yucatán de Landa, donde se esboza en los siguientes párrafos:

..."Que es opinión entre los indios que con los itzaes que poblaron Chichen itzá, reinó un gran señor llamado kukulcán, y que muestra ser esto verdad el edificio principal que se llama Kukulcán; y dicen que entró por la parte de poniente y que difieren en si entró antes o después de los Yzaes o con ellos, y dicen que fue bien dispuesto y que no tenía mujer ni hijos; y dicen que después de su vuelta fue tenido en México por uno de sus dioses y llamado Cezalcuati y que en Yucatán también lo tuvieron por dios por ser gran republicano....
...Y que Kukulcán puso nombre a la ciudad, no el suyo, como hicieron los itzaes en Chichen itzá, que quiere decir pozo de los aizaes, mas llamo la Mayapán que quiere decir el "pendón de la Maya", porque la lengua de la tierra llaman maya; y los indios llaman Ychpa (a la ciudad), que quiere decir "dentro de las cercas"..
Relación de las cosas de Yucatán, Diego de Landa. 

Sin embargo, algunos autores cuestionan la veracidad de estos recuentos y proponen que en vez de que hubiese una conquista o una peregrinación masiva liderada por Ce Ácatl Topiltzin en persona, la realidad sería que varios personajes adoptaron el nombre de Quetzalcoatl o sus equivalentes mayas para sus propios fines y por diferentes motivos, especialmente para justificar proyectos políticos o militares.

## Fundación de la Liga de Mayapán
Ah Mekat Tutul Xiu, líder de los Tutul Xiues durante el katún 2 Ahau (correspondiente a los años 987–1007 d. C.), es considerado como el fundador de la Liga de Mayapán, la cual fue fruto de sus negociaciones con los Itzáes de Chichén Itzá, y los Cocomes de Mayapán alrededor del año 1007.
Al poco tiempo de su fundación, la Liga comenzó a expandirse mediante la inclusión de otros señoríos como Izamal,  Zamá, Ichpatún (localizado cerca de la actual Chetumal), entre otros.

## Destrucción de la liga de Mayapán

### Hunac Ceel como señor de Mayapán

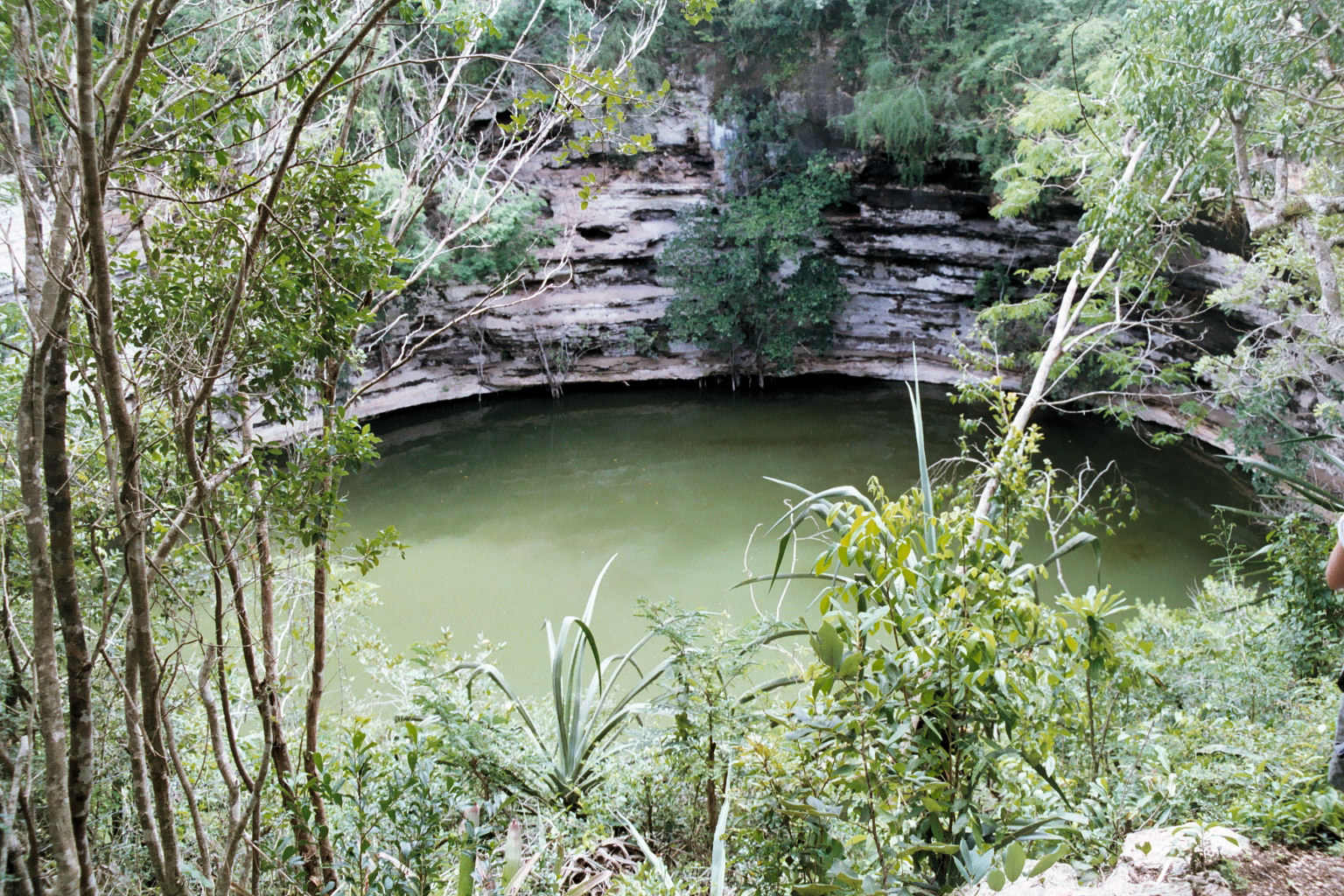
Cenote Sagrado de Chichén Itzá.

Según el Chilam Balam de Chumayel, alrededor de 1185 subió al poder en Mayapán un notable de nombre Hunac Ceel Cauich, quien proclamó poseer estirpe divina tras sobrevivir el intento de sacrificarlo en el cenote sagrado de Chichén Itzá. Dicho evento fue registrado de la siguiente manera en el Chilam Balam: 

Allí recibían el tributo los Grandes Señores. Y entonces

comenzaron a reverenciar su majestad. Y comenzaron a tenerlos

como dioses. Y comenzaron a servirlos. Y sucedió que llegaron a

llevarlos en andas. Y comenzaron a arrojarlos al pozo para que

los señores oyeran su Voz. Su Voz no era igual a las otras voces.

Aquel Cauich, un Hunacceel que era Cauich del nombre de

su familia, he aquí que estiraba la garganta, a la orilla del pozo,

por el lado del Sur. Entonces fueron a recogerlo. Y entonces salió

lo último de su Voz. Y comenzó a recibirse su Voz. Y empezó

su mandato. Y se empezó a decir que era Ahau. Y se asentó en

el lugar de los Ahau, por obra de ellos. Y se empezó a decir que

antes era Halach-uinic, y no Ahau; que era sólo el precursor de

Ah Mex Cuc. Y se dijo que era un Ahau porque era el hijo adoptivo

de Ah Mex Cuc. Que un águila había sido su madre y que

había sido encontrado en una montaña, y que desde entonces

se comenzó a obedecerle como Ahau. Tal era lo que entonces se

decía.

### Guerra contra los Itzáes
En algún punto de su mandato, Hunac Ceel entró en conflicto con Chac Xib Chac, líder de los itzáes de Chichén Itzá. Según el Chilam Balam, esta enemistad habría nacido de una "traición" cometida por el propio Hunac Ceel. A partir de 1194, Hunac Ceel lanzó una campaña contra Chichén Itzá y las ciudades de la liga más allegadas a esta, incluyendo  Izamal, Kinich Kakmó y Pop-Hol-chan, llevando desde Potonchán un ejército de Mayas chontales, destruyendo Chichen Itzá e imponiendo por la fuerza la hegemonía de Mayapán en los territorios de la confederación. Respecto de esta campaña, el Chilam Balam de Maní dice:

"En el décimo tun [1195] fue destronado el señor de Chi-chén-

Itzá, a causa del pecado de palabra de Hunac Ceel
 
Cauich contra Chac-Xib-Chac". A los noventa años de este
 
suceso -que debió ocurrir en el año 1106- fueron destruidos por los capitanes de Mayapán: Ahtzinteyutchán, con Tzunte-cum,
 
Taxcal y Pantemit; Xuch-ueuet con Tzcuat y Kakaltecat.
 
En este mismo katún fueron a destruir al Señor de Ulmil, por sus "excesos" con el señorío de Izmaltulil.

Tenían 13 katunes cuando fueron destruidos por Hunac-Ceel para escarmentarlos.

### Guerra entre Tutul Xiúes y Cocomes
Tras su derrota a manos del ejército Hunac Ceel, los itzaes huyeron hacia el sur, con rumbo al Petén, en la actual Guatemala, donde fundarían un reino con capital en Nojpetén, el cual sería el último estado maya precolombino en caer ante los españoles, siendo conquistado por Martín de Urzúa hasta 1697.
Según el Chilam Balam, tras el éxodo de los Itzaes, la Liga permanecería bajo la hegemonía de Mayapán por treinta y cuatro años. Durante su guerra contra los itzaes, Hunac Ceel contrataría mercenarios de raigambre nahua, nativos de la región de Xicalango en el actual estado mexicano de Campeche. Estos mercenarios serían recompensados con tierras en la parte noroccidental de la península de Yucatán donde se asentarían y adoptarían el patronímico local "Canul" como propio.
Treinta y cuatro años después de las conquistas de Hunac Ceel, hacia 1228, Izamal y otras ciudades se alzaron contra Mayapán, dando inicio a una nueva guerra civil, esta vez entre Titul Xiues y Cocomes. Finalmente, hacia 1440, uno de los señores cocomes mando traer más mercenarios nahuas desde Xicalango para ayudar a terminar con el conflicto, sin embargo, estos nuevos mercenarios también se dedicaron a capturar esclavos durante sus campañas, lo cual contribuyó a deteriorar la situación política de los Cocomes, favoreciendo a los Tutul Xiu al incrementar su prestigio.
Finalmente, hacia 1441, Ah Xupan Xiu, líder de los Tutul Xiues y señor de Uxmal, logró finalmente derrotar a los cocomes, destruyendo la ciudad de Mayapán y ejecutando a los miembros de la familia real cocom. Solo uno de los nobles cocomes, que se encontraba en la actual Honduras, sobrevivió. A su regreso, este sobreviviente fundó la ciudad de Tibolón y el señorío de Sotuta.

## Consecuencias de las rivalidades

División de las jurisdicciones o cacicazgos mayas en el siglo XVI según Ralph L. Roys.

La península de Yucatán quedó sumida en disputas entre los diferentes linajes y se formaron 16 o 17 jurisdicciones o provincias (kuchkabales o cacicazgos les llamaron también los españoles), todas las grandes ciudades fueron abandonadas.
Después de este colapso de Mayapán, un grupo importante de los itzá inició un éxodo masivo de regreso hacia el Petén, de donde habían venido sus antepasados. Lo mismo hizo otro grupo emparentado que habría de formar su propio kuchkabal (señorío) en la misma región de Petén (Guatemala): los couohes o ko wojes. Ahí habrían de enfrentar, ambos grupos, a los conquistadores españoles. 
Entre los linajes más importantes que dividieron el territorio peninsular, destacaron:
- Los cocomes originalmente fueron de los itzáes que no regresaron a Chichén Itzá y fundaron Mayapán, decían que los tutul xiúes eran extranjeros y traidores al matar al señor de Mayapán. Establecieron la jurisdicción de Sotuta.  Los cocomes habían traído a los mercenarios de Ah Canul, eran cazadores y no daban fruta ni dejaban cazar a los cheles.
- Los tutul xiúes decían ser antiguos y que no fueron traidores, sino libertadores de la tiranía ejercida por los cocomes, el odio hacia los cocomes fue un motivo para apoyar a los españoles, su jurisdicción era Tutul Xiu, cuya capital fue Maní.
- Los cheles, decían ser de buen linaje porque por ser nietos de un sacerdote, eran pescadores y no daban sal ni pescado a cocomes. Su jurisdicción era Ah Kin Chel.
- Los canules, fueron los mercenarios de los cocomes, después de la guerra, los tutul xiúes los perdonaron por considerarlos extranjeros y emigraron al oeste de la península, su jurisdicción era Ah Canul.
- Los cupules que habitaron la provincia con tal vez mayor densidad poblacional a la llegada de los Montejo

En el siglo XVI, comenzaría la conquista de Yucatán, y Francisco de Montejo aprovechó estas disputas para formar alianzas y contra-alianzas para someter a los pueblos mayas. No fue una tarea fácil para los conquistadores, pues los mayas se resistieron fuertemente y los españoles fueron repelidos en las dos primeras campañas.  Sin embargo entre la segunda y la tercera campaña, existió un período sin presencia española (1535-1540).  Los tutul xiúes no tenían alimento debido a las guerras confrontadas contra los españoles, y con la intención de realizar sacrificios en el cenote de Chichén Itzá, pidieron permiso a los cocomes, los cuales engañaron a los tutul xiúes otorgándoles el permiso de paso, pero los emboscaron y se desató una fuerte guerra entre estas tribus.  Nachi Cocom dirigiendo a los cocomes de Sotuta derrotó a Ah Dzum  quien estaba al mando de los tutul xiúes de Maní.

...que por haber gastado sin orden su maíz en las guerras de los españoles, les sobrevino gran hambre, tanta que vinieron a comer cortezas de árboles, en especial de uno que llaman cumché, que es fofo por dentro y blando; y que por esta hambre los tutul xiúes, que son los señores de Maní, acordaron hacer un sacrificio solemne a los ídolos, llevando ciertos esclavos y esclavas a echar en el pozo de Chichén Itzá, y que habían de pasar por el pueblo de los señores cocomes, sus capitales enemigos, y que pensando que en tal tiempo no renovarían las pasiones viejas, les enviaron a rogar que les dejasen pasar por su tierra, y que los cocomes los engañaron con buena respuesta; y que dándoles posada a todos juntos en una gran casa, les pegaron fuego y mataron a los que escapaban, y que por todo esto hubo grandes guerras, y que se les recreció langosta por espacio de cinco años, que no les dejaba cosa verde, y que vinieron a tanta hambre que se caían muertos por los caminos; de manera que cuando los españoles volvieron no conocían la tierra, aunque en otros cuatro años buenos de la langosta se habían algo mejorado...
"Relación de las cosas de Yucatán". Diego de Landa

Cuando regresaron los españoles hacia 1530, la región estaba desintegrada y en buena medida devastada por esta guerra interna, y al enterarse de lo sucedido, formaron una alianza (según algunos investigadores) con los tutul xiúes para enfrentar a las demás jurisdicciones.